# Жонети
Жонети (груз. ჟონეთი) — село в Грузии, на территории Цхалтубского муниципалитета края (мхаре) Имеретия.

## География
Село находится в западной части Грузии, на правом берегу реки Риони, на расстоянии 7 километров к северо-востоку от города Цхалтубо, административного центра муниципалитета. Абсолютная высота — 351 метр над уровнем моря.

## Население
По результатам официальной переписи населения 2014 года, в Жонети проживало 334 человека (174 мужчины и 160 женщин). В национальной структуре населения грузины составляли 99,4 %, армяне — 0,3 %, осетины — 0,3 %.
| Год  | Население, человек |
| ---- | ------------------ |
| 2002 | 452                |
| 2014 | ↘ 334              |